# Johann Christoph Vogeley
Johann Christoph Vogeley (* 14. August 1759 in Eschwege; † 5. Oktober 1830 ebenda) war ein deutscher Tuchmacher, Raschmacher, Bürgermeister und Abgeordneter.

## Leben
Vogeley war Wollentuch- und Raschmacher in Eschwege, wo er auch Bürgermeister war. Nach dem Tod von Jonas Christoph Lutz war er 1816 Mitglied des Landtages des Kurfürstentums Hessen-Kassel für die Schmalkalden und die Städte des Werrastroms.